# Toledo (Paraná)
Toledo es un municipio brasileño del estado de Paraná que se encuentra al oeste del estado y en proximidades de Cascavel. Forma con esta última ciudad un polo mixto de desarrollo agroindustrial, con diversas cooperativas y empresas del rubro, debido a las fértiles tierras de la región, que garantizan que la ciudad sea una de las mayores productoras de granos del estado.
- Datos: Q1776774
- Multimedia: Toledo (Paraná) / Q1776774

1. ↑  Worldpostalcodes.org,código postal n.º 85900-001.